# 日本橋濱町
日本橋濱町（日语：／ Nihonbashi-hamachō */?）是東京都中央區的地名，屬舊日本橋區。

## 概要
鄰接水天宮所在的日本橋蠣殼町，以及日本橋地域内人口最多的日本橋人形町，觀光客或地方民眾眾多。
過去町內只有小型商店，在大丸Peacock、成城石井陸續開業後，便利性提升不少。

## 地理
位於日本橋地域東側，鄰江東區（新大橋）。
河川、橋
- 隅田川
  - 新大橋

## 歷史
吸收部分日本橋久松町地區後，形成現在的日本橋濱町。

### 地名由來
古時為海邊，因此稱為濱町。

## 地域
設施
- 中央區立總合運動中心 - 濱町公園内。

公園
- 濱町公園 - 中央區代表性公園之一。

所轄之警察署、消防署
- 久松警察署（所在地：日本橋久松町）
- 日本橋消防署（所在地：日本橋兜町）

企業
- SS製藥（エスエス製薬） 本社
- 金必氏（ギンビス）　本社
- 可果美（カゴメ） 東京本社
- 株式会社 建設技術研究所 本社
- 東京電視中心（東京テレビセンター） - 電影、動畫作品等攝影、錄音工作室
- NTT Infranet（エヌ・ティ・ティ・インフラネット） 本社
- 多玩國 本社

## 觀光
景點、古蹟
- 明治座
- 水天宮臨時社殿（僅2013年3月1日至2017年）

## 交通
鐵路
- 都營地下鐵新宿線 ○濱町站 - 副站名為明治座前。

巴士
- 都營巴士錦11 濱町中之橋 / 日本橋濱町二丁目
- 都營巴士秋26 久松町（葛西站方向） / 濱町中之橋 / 清洲橋

水上巴士
- 東京水邊線 濱町水上巴士碼頭

道路
- 清洲橋通
- 東京都道、千葉縣道50號東京市川線（新大橋通）

首都高速道路、出入口
- 首都高速6號向島線
- 濱町出入口
- 清洲橋出口

## 備註
1. ↑  町丁目別世帯数男女別人口　中央区ホームページ  平成25年8月1日現在 的存檔，存档日期2013-03-12.
2. ↑  日本橋浜町地区 　中央区ホームページ 的存檔，存档日期2013-03-12.

## 外部連結
- 日本橋濱町地區 町名的由來 - 中央區官方網站內
- 濱町［人形町・濱町地區］- 中央區觀光協會
- 濱町 - 古今・江戸日本橋 日本橋”町”物語